# Michael Richards
Michael Anthony Richards (sinh ngày 24 tháng 7 năm 1949) là một diễn viên, nhà văn, nhà sản xuất truyền hình, diễn viên hài người Mỹ.